# Antiphon acropyrinon
Antiphon acropyrinon är en insektsart som först beskrevs av Perty, J.A.M. 1832.  Antiphon acropyrinon ingår i släktet Antiphon och familjen gräshoppor. Inga underarter finns listade i Catalogue of Life.